# Liste der Magdeburger Domprediger

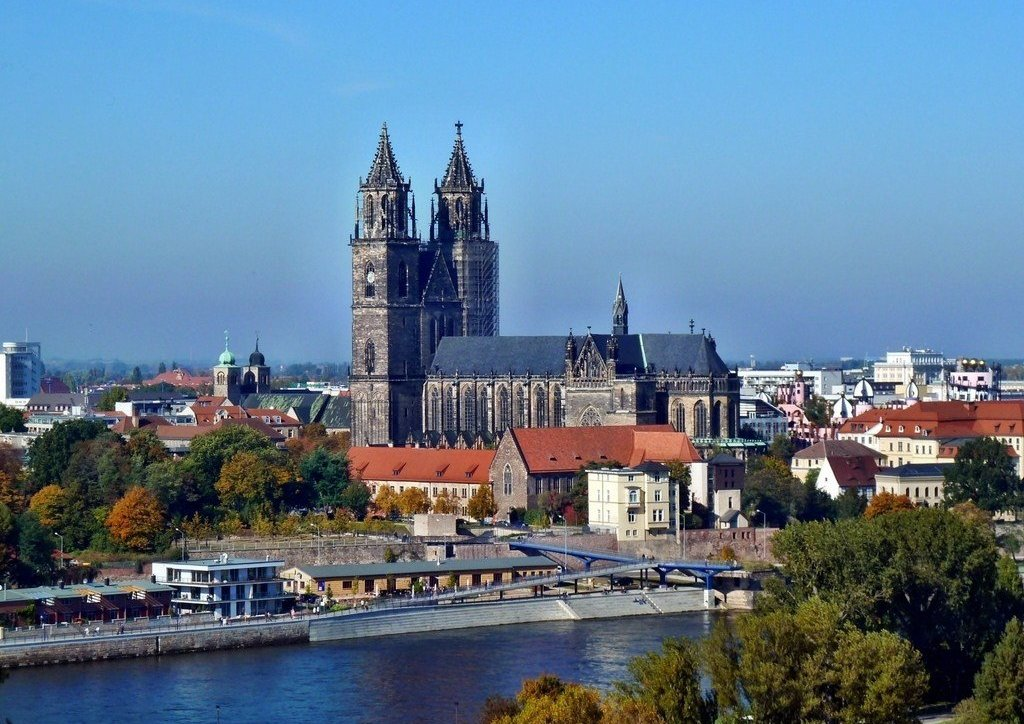
Der Magdeburger Dom von Südosten

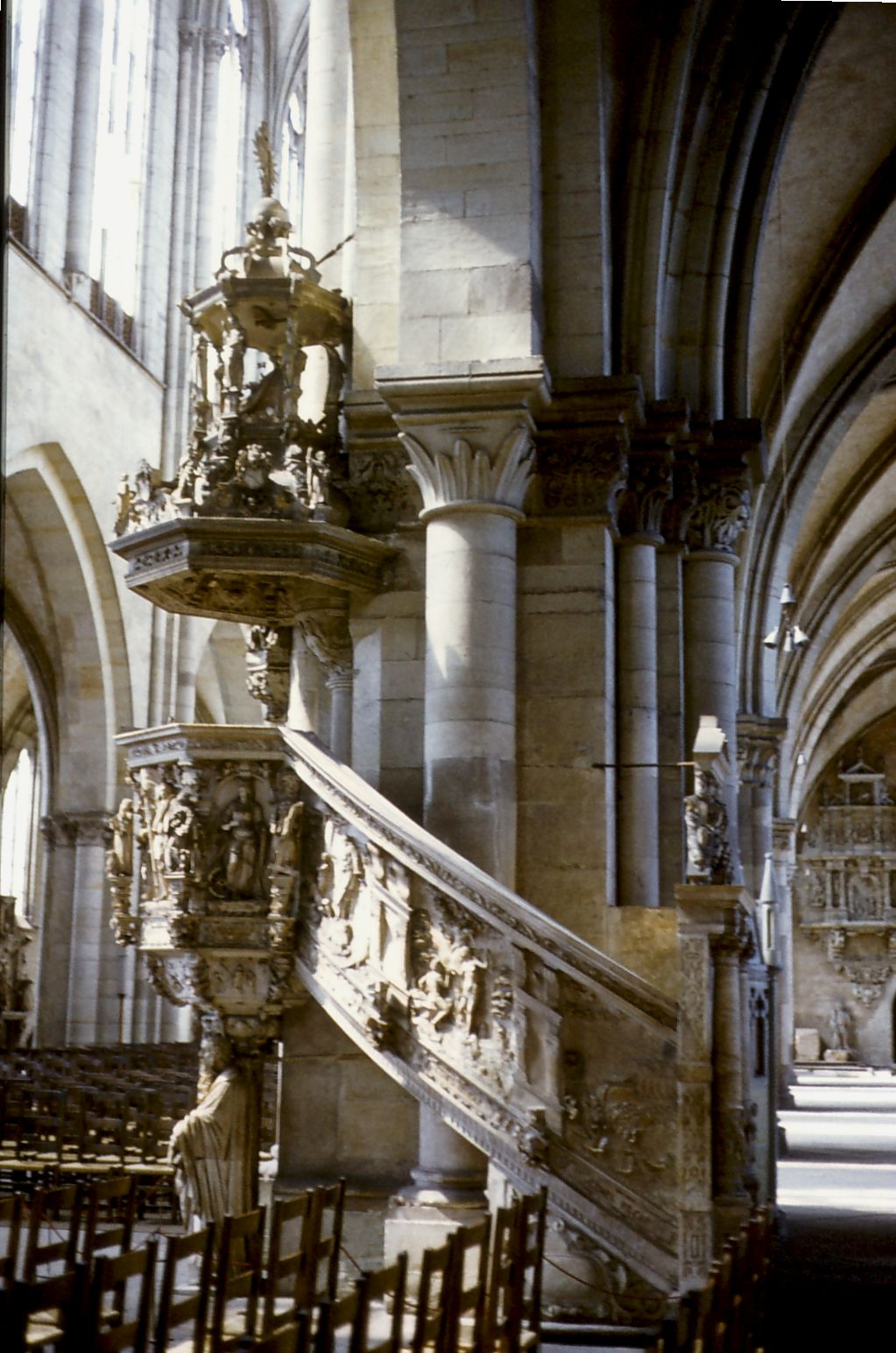
Domkanzel von Christoph Capup aus Nordhausen (1595/97)

Am Magdeburger Dom waren in der spätmittelalterlichen Tradition die Domprediger zunächst nicht die Pfarrer, sondern übten ein eigenständiges Amt aus. Später wurde „Domprediger“ die übliche Bezeichnung für Pfarrer am Dom. Es gab häufig mehrere Domprediger.

## Vor der Reformation
| Name                  | von     | bis      | Anmerkungen              |
| --------------------- | ------- | -------- | ------------------------ |
| Heinrich Tocke        | 1426    | 1454     | Erster Inhaber des Amtes |
| Eberhard Woltmann     | 1440    | vor 1447 | 2. Domprediger           |
| Ulrich Molitoris      | 1451    |          | 2. Domprediger           |
| Peter Rode            | 1464    | 1483     | 1. Domprediger           |
| Nicolaus Dedelow      | 1465    | 1469     | 2. Domprediger           |
| Johann von Allenstein | 1483    | 1490     | 2. Domprediger           |
| Johann Schroder       | 1483    | 1490     | 1. Domprediger           |
| Johann von Allenstein | um 1490 | um 1495  | 1. Domprediger           |
| Sebastian Weynmann    | 1495    | 1502     | 2. Domprediger           |
| Johannes Scheyring    | 1495    | 1516     | 1. Domprediger           |
| Johann Engel          | 1520    |          | 1. Domprediger           |
| Wolfgang Schindler    | 1522/23 | 1538     | 1. Domprediger           |
| Melchior Rudel        | 1539    | vor 1549 | 1. Domprediger           |
| Andreas Kauxdorf OP   | 1514    | 1521     | 2. Domprediger           |

## Nach der Reformation, 16. und 17. Jahrhundert
| Name                      | von  | bis      | Anmerkungen |
| ------------------------- | ---- | -------- | --- |
| Abdias Praetorius         | ?    | 1567     | 1. Domprediger Der Dom war seit dem Landtag zu Calbe (1561) für den evangelischen Gottesdienst freigegeben. |
| Siegfried Sack            | 1567 | 1596     | erster Lutheraner als Domprediger |
| Christoph Wickmann        | 1567 | 1589     | 2. Domprediger |
| Martin Gallus             | 1567 | 1581     | Diaconus, Hilfsprediger |
| Laurentius Sebald         | 1595 | 1599     | 2. Domprediger |
| Philipp Hahn              | 1598 | 1616 (†) | 1. Domprediger |
| Hermann Crantz            | 1599 | 1616     | 2. Domprediger |
| Reinhard Bake             | 1616 | 1631     | 1616 2. Domprediger, 1617 1. Domprediger (siehe 1640–1657) |
| Johann Winter             | 1617 | 1627     | 2. Domprediger |
| Matthias Decenius         | 1632 | 1636     | 1. Domprediger |
| Christian Kittelius       | 1636 | 1637     | 1. Domprediger |
| Christian Wasewitz        | 1637 | 1668     | 1638 2. Domprediger, 1657 1. Domprediger |
| Reinhard Bake             | 1640 | 1657     | 1. Domprediger (siehe 1617–1631) |
| Gerhard Ockel             | 1657 | 1664     | 2. Domprediger |
| Friedrich Wilhelm Leyser  | 1664 | 1691 (†) | 1664 2. Domprediger, 1668 1. bzw. Oberdomprediger |
| Christoph Lerche          | 1666 | 1669     | 2. Domprediger |
| Barachias Hardt           | 1669 | 1698     | 1669 2. Domprediger, 1691 1. Domprediger |
| Joachim Justus Breithaupt | 1691 | 1705     | Dozent an der Universität Halle, gleichzeitig Domprediger und Konsistorialrat in Magdeburg, ab 1705 Generalsuperintendent des Herzogtums Magdeburg, 1709 Abt des Magdeburger Stifts und des Klosters Berge bei Magdeburg |
| Johann Georg Gedäus       | 1691 | 1702     | 1691 2. Domprediger, 1699 1. Domprediger |

## 18. und 19. Jahrhundert
| Name                                | von          | bis          | Anmerkungen |
| ----------------------------------- | ------------ | ------------ | --- |
| Johann Joseph Winckler              | 1699         | 1722         | 1699 2. Domprediger, 1714 1. Domprediger, ab 1716 auch Konsistorialrat                                          |
| Gottlieb Treuer                     | 1702         | 1707         | 1. Domprediger                                                                                                  |
| Johann Georg Titius                 | 1707         | 1709         | 1. Domprediger                                                                                                  |
| Sebastian Levin Bugäus              | 1709         | 1713         | 1. Domprediger                                                                                                  |
| Jacob Friedrich Reimmann            | 1714         | 1717         | 2. Domprediger                                                                                                  |
| Martin Kahle                        | 1717         | 1742         | 1717 2. Domprediger, 1722 1. Domprediger                                                                        |
| Christoph Sucro                     | 1722         | 1751         | 1722 2. Domprediger, 1742 1. Domprediger                                                                        |
| Heinrich Friedrich Abel             | 1742         | 1778         | 2. Domprediger                                                                                                  |
| Friedrich Eberhard Rambach          | 1751         | 1756         | 1. Domprediger                                                                                                  |
| Johann Georg Sucro                  | 1756         | 1786         | 1. Domprediger                                                                                                  |
| Joachim Christoph Bracke            | 1779         | 1785         | 2. Domprediger                                                                                                  |
| Christian Friedrich Schewe          | 1785         | 1806         | 1785 2. Domprediger, 1786 1. Domprediger                                                                        |
| Karl Friedrich August Lüdecke       | 1786         | 1809         | 1786 2. Domprediger, 1806 1. Domprediger                                                                        |
| Franz Bogislaus Westermeier         | 1806         | 1831         | 2. Domprediger, 1809 1. Domprediger, 1810 Superintendent                                                        |
| Johann Friedrich Wilhelm Koch       | 1809         | 1831         | 2. Domprediger                                                                                                  |
| Johann Heinrich Bernhard Dräseke    | 1831 (1832?) | 1843         | 1. Domprediger, Generalsuperintendent der Kirchenprovinz Sachsen, Titel: Bischof                                |
| Matthias Mäuß                       | 1832         | 1852         | 2. Domprediger                                                                                                  |
| Johann Friedrich Möller             | 1843         | 1861 (1857?) | 1. Domprediger, Generalsuperintendent der Kirchenprovinz Sachsen                                                |
| Wilhelm Appuhn                      | 1852         | 1871         | 2. Domprediger, Konsistorialrat                                                                                 |
| Johann Ludwig Daniel Karl Lehnerdt  | 1858         | 1867         | 1. Domprediger                                                                                                  |
| Ludwig Carl Möller                  | 1866 (1867?) | 1893 (1890?) | 1. Domprediger, zugleich Vizegeneralsuperintendent und ab 1867 Generalsuperintendent der Kirchenprovinz Sachsen |
| Gottfried Ludwig Hohenthal          | 1872         | 1880         | 2. Domprediger                                                                                                  |
| Hermann Friedrich Ludwig Anz        | 1881         | 1892         | 2. Domprediger                                                                                                  |
| Bernhard [August Hermann] Armstroff | 1888         | 1910         | bis 1904 3. Domprediger, dann 2. Domprediger                                                                    |
| Karl Leopold Schultze               | 1890         | 1893         | 1. Domprediger                                                                                                  |
| Karl Gustav Adolf Hugo Nehmiz       | 1893         | 1901         | Konsistorialrat und 2. Domprediger                                                                              |
| Ernst Textor                        | 1894         | 1899         | 1. Domprediger, zugleich Generalsuperintendent der Kirchenprovinz Sachsen                                       |
| Georg Martin Gotthold Müller        | 1894         | 1901         | 4. Domprediger                                                                                                  |

## 20. und 21. Jahrhundert
| Name                                    | von  | bis  | Anmerkungen                                                                                                 |
| --------------------------------------- | ---- | ---- | --- |
| Carl Heinrich Vieregge (* 1841; † 1915) | 1899 | 1910 | 1. Domprediger und bis 1909 Generalsuperintendent                                                           |
| Theodor Adolf Nottebohm                 | 1901 | 1904 | 2. Domprediger                                                                                              |
| Paul [Georg Wilhelm] Grün               | 1902 | 1918 | 4. Domprediger                                                                                              |
| Paul Wilhelm Krause                     | 1905 | 1926 | 3. Domprediger                                                                                              |
| Hermann Wilhelm Gerold Otto Meyer       | 1910 | 1925 | 2. Domprediger                                                                                              |
| Justus Jacobi (* 1850; † 1937)          | 1907 | 1925 | 1. Domprediger und Generalsuperintendent                                                                    |
| Ernst Martin                            | 1918 | 1958 | 4. Domprediger                                                                                              |
| Max Stolte (* 1863; † 1937)             | 1925 | 1933 | 1. Domprediger und Generalsuperintendent                                                                    |
| Andreas [Albert] Braem                  | 1925 | 1941 | 2. Domprediger                                                                                              |
| Gottfried [Martin Paul] Wuttke          | 1926 | 1927 | Hilfsprediger (1941–1970 2. Domprediger)                                                                    |
| Gerhard Jacobi                          | 1927 | 1930 | 3. Domprediger                                                                                              |
| Walter Ruff                             | 1930 | 1945 | 3. Domprediger                                                                                              |
| Friedrich Peter                         | 1933 | 1936 | Bischof der Kirchenprovinz Sachsen                                                                          |
| Richard Hoenen                          | 1935 | 1936 | Hilfsprediger                                                                                               |
| Felix von Buchka                        | 1935 | 1936 | Hilfsprediger                                                                                               |
| Bernhard Sültmann                       | 1936 | 1937 | Hilfsprediger                                                                                               |
| Karl Lohmann                            | 1941 | 1945 | 1. Domprediger, ab 1931/1935 Generalsuperintendent, ab 1937 geistlicher Leiter der Kirchenprovinz Sachsen   |
| Gottfried [Martin Paul] Wuttke          | 1941 | 1970 | 2. Domprediger (1926/27 Hilfsprediger)                                                                      |
| Ludolf Hermann Müller                   | 1947 | 1955 | 1. Domprediger und Bischof                                                                                  |
| Johannes Jänicke                        | 1955 | 1968 | 1. Domprediger und Bischof                                                                                  |
| Hans Michael                            | 1955 | 1956 | Hilfsprediger                                                                                               |
| Gerhard Bosinski                        | 1956 | 1959 | 3. Domprediger                                                                                              |
| Wilhelm Schlockwerder                   | 1959 | 1962 | 3. Domprediger                                                                                              |
| Gerhard Berger                          | 1963 | 1979 | 3. Domprediger                                                                                              |
| Werner Krusche                          | 1968 | 1983 | 1. Domprediger, zugleich Bischof der Evangelischen Kirche der Kirchenprovinz Sachsen                        |
| Ernst Fliege                            | 1971 | 1975 | 2. Domprediger                                                                                              |
| Giselher Quast                          | 1979 | 2016 | 2. Domprediger                                                                                              |
| Waltraut Zachhuber                      | 1980 | 1990 | 1980 3. Dompredigerin, 1991 Pressereferentin der Landeskirche, 1995 Superintendentin in Magdeburg           |
| Christoph Demke                         | 1983 | 1997 | 1991 1. Domprediger, zugleich Bischof der Evangelischen Kirche der Kirchenprovinz Sachen                    |
| Dorothea Volkmann                       | 1991 | 1995 | 1991 3. Dompredigerin, 1995 Persönliche Referentin des Bischofs, 2002 Pfarrerin an St. Marien zu Wittenberg |
| Axel Noack                              | 1997 | 2009 | 1. Domprediger, zugleich Bischof der Evangelischen Kirche der Kirchenprovinz Sachen                         |
| Ilse Junkermann                         | 2009 | 2019 | 1. Dompredigerin, zugleich Bischöfin der Evangelischen Kirche in Mitteldeutschland                          |
| Jörg Uhle-Wettler                       | 2016 |      | 2. Domprediger                                                                                              |
| Friedrich Kramer                        | 2019 |      | 1. Domprediger, zugleich Bischof der Evangelischen Kirche in Mitteldeutschland                              |